# Estadio de Londres

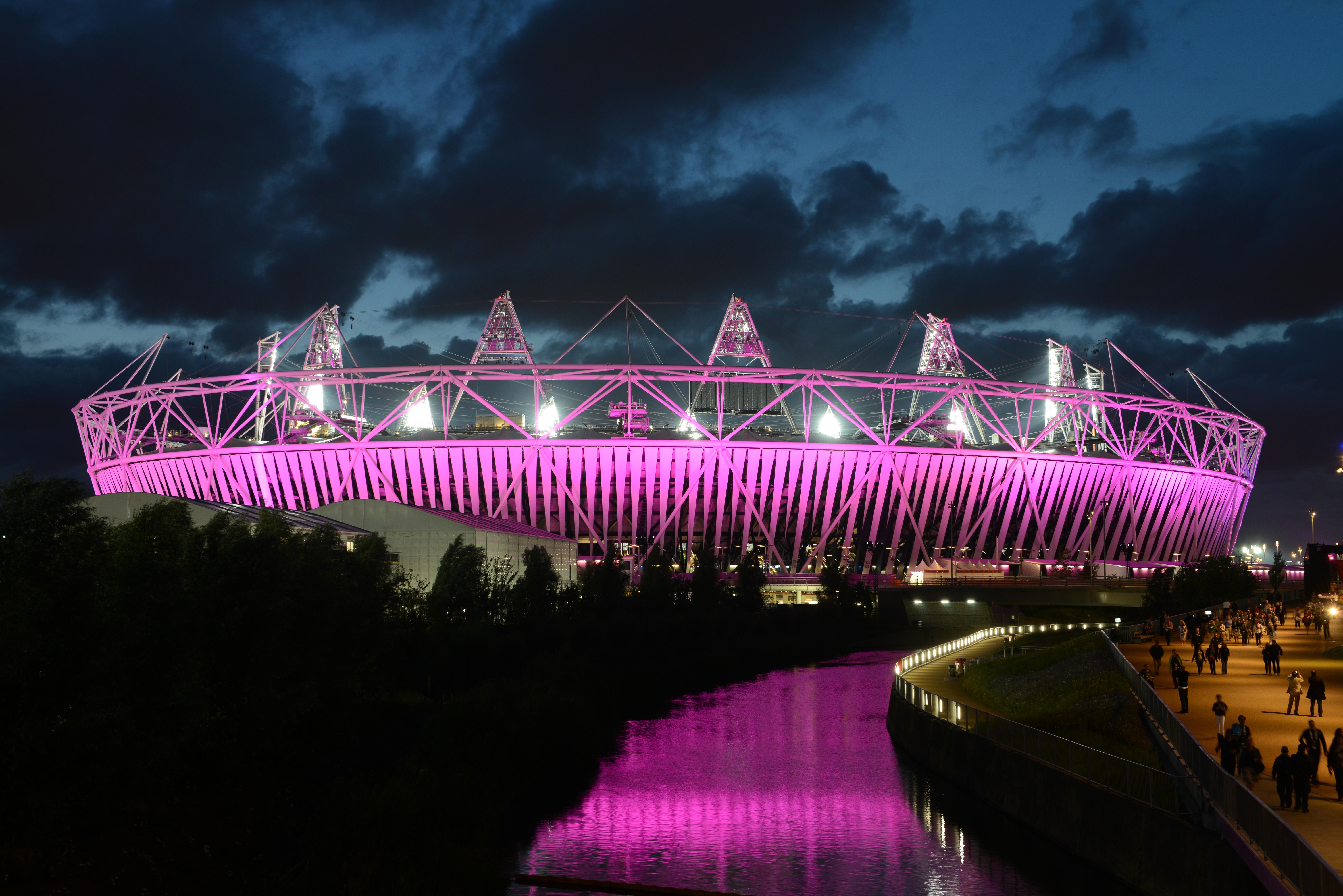
El estadio durante los Juegos Olímpicos de Londres 2012.

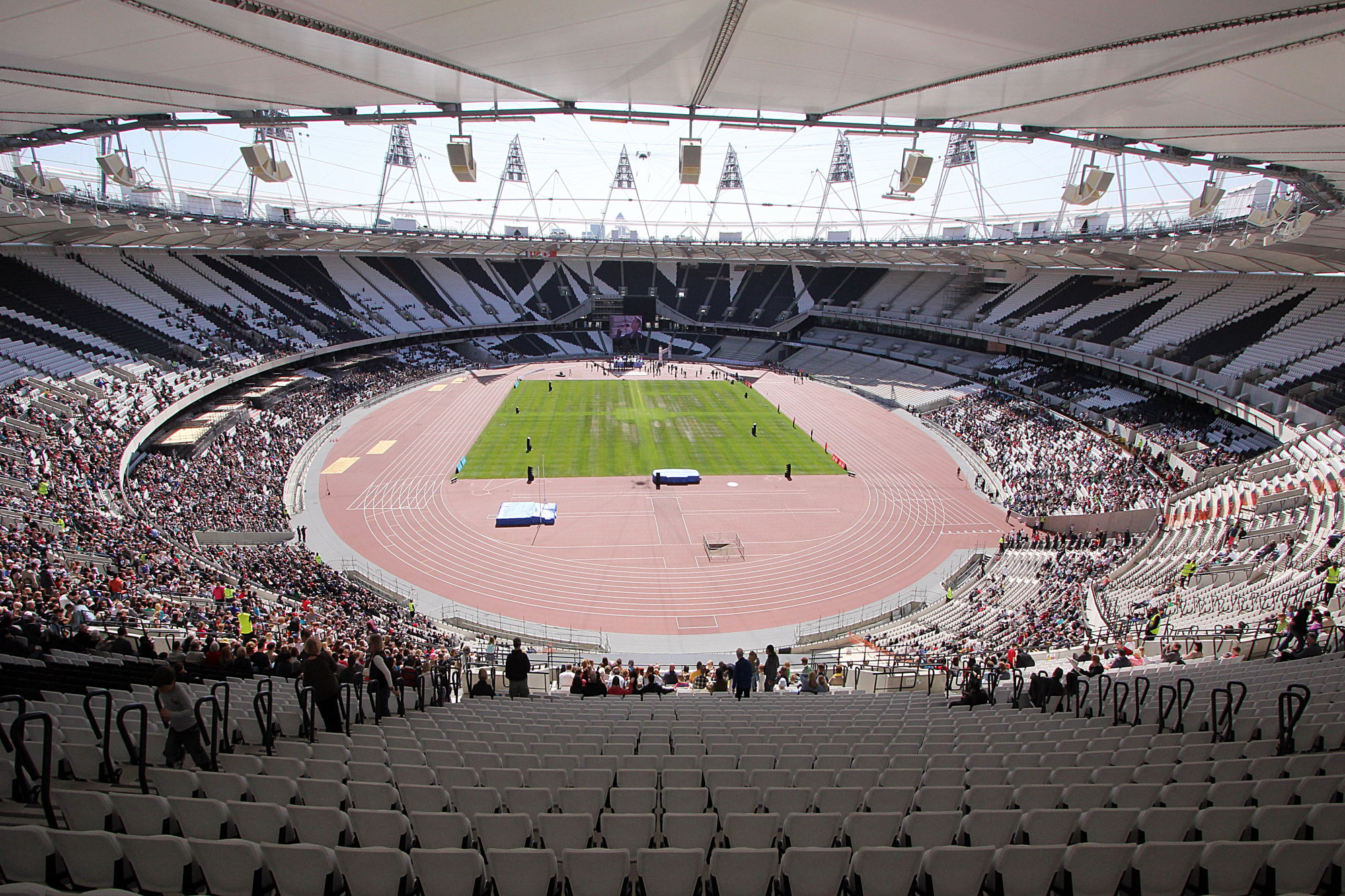
Interior del Estadio Olímpico.

El Estadio de Londres, anteriormente llamado Estadio Olímpico de Londres (en inglés: London Stadium) es un estadio multiusos ubicado en la capital británica. Fue el principal estadio de los Juegos Olímpicos y Paralímpicos de Londres 2012. El estadio está situado en el interior del Parque Olímpico de Londres, en Marshgate Lane en Stratford en Lower Lea Valley. El inicio de construcción del estadio fue el 22 de mayo de 2008.
Tras los Juegos Olímpicos redujo su aforo de 80 000 a 62 500 asientos, y se convirtió a partir de la temporada  2016-2017 de la Premier League en el nuevo hogar del West Ham United Football Club —abandonando el estadio de Boleyn Ground—, pero manteniendo la pista de atletismo. Fue sede del Campeonato Mundial de Atletismo de 2017.

## Diseño
El diseño del estadio fue lanzado el 7 de noviembre de 2007. Bajo un concepto de un "único estadio con 80 000 asientos", fue la pieza central de los Juegos Olímpicos de 2012, siendo la sede de la apertura y la clausura de dicho evento y de competiciones de atletismo.
El arquitecto de su diseño, Populous, es una empresa especializada en el diseño de instalaciones deportivas y centros de convenciones, así como en la planificación de eventos especiales. La construcción se llevó a cabo durante cuatro años a partir de 2007 hasta 2011.
En junio de 2009, la pista de atletismo del estadio fue excavada en la arcilla blanda del sitio. La pendiente natural del terreno se incorporó en el diseño, con zonas de calentamiento y vestidores que se excavaron en una posición de semi-sótano, en el extremo inferior. Posteriormente, se construyó un "plato" desmontable de acero ligero y una estructura a un nivel superior de hormigón para acomodar a 55 000 espectadores.
Sin lugar a dudas, su característica más notable es su techo colgante circular, sostenido a tensión por cables de acero y fácilmente desmontable. Se hizo a partir de un cloruro de polivinilo (PVC) rígido de tela sin ftalatos, para mantener los costes bajos.
De igual forma, otra característica particular es su envoltura o cubierta exterior hecha de un material plástico. La envoltura es de 20 metros de alto y de 900 metros en la circunferencia del estadio.
El 4 de agosto de 2011, se anunció que Dow Chemical Company financiaría una cubierta para el estadio a cambio de estar autorizada para colocar publicidad en ella hasta el 26 de junio de 2012, momento en el que toda la propaganda y los logotipos se debían retirar por exigencias del COI.
La envoltura se hizo a partir de poliéster y polietileno. La instalación de esta cubierta se inició el 14 de abril de 2012.

## El estadio después de los Juegos Olímpicos
En una medida polémica e insólita, el estadio fue demolido en parte y restructurado, en vista de su alto coste de mantenimiento. Por otro lado, la ciudad ya posee un estadio nacional de grandes dimensiones para ciertos eventos deportivos, el Estadio de Wembley y no se consideró conveniente competir con él.
Por ese motivo, el gobierno británico decidió alquilarlo, resultando como oferentes los clubes londinenses de fútbol Tottenham Hotspur F.C. y el West Ham United, con la condición de que no se debía demoler la totalidad de la obra construida. Después de una ardua pugna legal durante varios meses, en marzo de 2011 se le otorgó la concesión de alquiler con opción de compra al West Ham, una vez concluidas las justas olímpicas.
El vicepresidente de los "hammers", Karren Brady, confirmó "la intención de presentar una oferta para hacer uso del Estadio Olímpico durante los próximos 99 años". Inicialmente, su propuesta implica algunas modificaciones, como la reducción del número de asientos a 60 000, extender el techo, baños, y construir una zona comercial y un área para invitados especiales.

## Polémicas
El coste oficial del estadio olímpico fue de 537 millones de libras, lo cual en términos de coste por asiento lo convirtió en el estadio más caro del mundo.
En la opinión de algunos expertos en arquitectura, el estadio no estuvo bien planeado desde su concepción para ofrecer un legado olímpico a la comunidad, algo que, en su opinión, resulta preocupante, tomando en cuenta que se pagó con dinero público de los impuestos y de la lotería nacional.